# Окономовок Лејк, Висконсин
Окономовок Лејк, Висконсин (енгл. Oconomowoc Lake) град је у америчкој савезној држави Висконсин.

## Демографија
По попису из 2010. године број становника је 595, што је 31 (5,5%) становника више него 2000. године.
| Група             | 2000.       | 2010.       |
| Белци             | 552 (97,9%) | 572 (96,1%) |
| Афроамериканци    | 0 (0,0%)    | 2 (0,3%)    |
| Азијати           | 5 (0,9%)    | 5 (0,8%)    |
| Хиспаноамериканци | 4 (0,7%)    | 11 (1,8%)   |
| Укупно            | 564         | 595         |